# Борино
Борино (мкд. Борино) је насеље у Северној Македонији, у западном делу државе. Борино припада општини Крушево.

## Географија
Насеље Борино је смештено у западном делу Северне Македоније. Од најближег већег града, Прилепа, насеље је удаљено 30 km западно.
Борино се налази на западном ободу Пелагоније, највеће висоравни Северне Македоније. Насељски атар је на истоку равничарски, док се ка западу издижу прва брда Бушеве планине. Надморска висина насеља је приближно 690 метара.
Клима у насељу је континентална.

## Становништво
По попису становништва из 2002. године Борино је имало 441 становника.
Претежно становништво у насељу су Албанци (77%), а у мањини су Бошњаци (20%) и Турци (3%).
Већинска вероисповест у насељу је ислам.